# فرانك دبليو. روبنسون
فرانك دبليو. روبنسون (بالإنجليزية: Frank W. Robinson)‏ هو محامي أمريكي، ولد في 27 نوفمبر 1853، وتوفي في 16 فبراير 1922.